# Графство
Эта статья о наследственных феодальных владениях. О современных административно-территориальных единицах см. статью «Графство (административно-территориальная единица)».
Графство (нем. Grafschaft; лат. comitatus; англ. shire и county) — историческая административно-территориальная единица во Франкском государстве и в Великобритании.

## История

### Франкское государство
Меровингские короли, организуя административное устройство своего государства, пользовались областными делениями, уже раньше существовавшими (например, в  римской Галлии — городские округа, civitates). В чисто германских землях или образовывались подобные же городские округа, или же в основу делений клались территории, ранее занятые отдельными мелкими племенами. Так как все эти округа постепенно приняли характер однообразных административно-судебных, финансовых и военных делений государства и во главе каждого из них стоял граф, то и к ним начали применять название comitatus — графство. Название это особенно вошло в употребление (преимущественно в законах) в эпоху Карла Великого. 
С развитием феодальных отношений графства на континенте потеряли значение административных делений государства, под этим именем стали разуметь совокупность земель, которыми владело лицо, носившее титул графа. Сложившиеся таким образом феодальные средневековые графства Европы в позднее время, с упадком феодализма и с развитием национальных государств должны были, естественно, совершенно утратить своё значение.

### Англия
Происхождение английских графств (shire, county) очень древнее. Одна их часть произошла прямо из древнейших англосаксонских самостоятельных королевств, ставших с течением времени частями единого королевства Англии (таковы Кент, Сассекс); другая часть произошла из подразделений отдельных королевств (таковы Норфолк и Саффолк в древней Восточной Англии и других); остальные являются подразделениями, возникшими уже после объединения государства (Дарем, Камберленд и др.). Различие, обусловленное происхождением, мало-помалу сгладилось, и все графства стали представлять собою однообразные административные, судебные, финансовые и военные деления государства. При этом английские графы после Нормандского завоевания получали поместья, не представлявшие единого территориального массива, иногда разбросанные по всей стране. Исключение составляли графы в пограничных владениях — Валлийской и Шотландской марках.
При нормандских королях на первое место в графстве выдвигается шериф, распоряжающийся военными силами графства, председательствующий в суде графства, заведующий делами полицейскими и финансовыми. 
В эпоху Эдуарда I, Эдуарда II и Эдуарда III с развитием милиции, суда присяжных и института мировых судей графство являлось основной единицей, к которой применяется вся организация местного самоуправления. Это значение основной единицы местного самоуправления графство (наряду с городами) сохранило и до новейшего времени; изменяются подробности, характер отдельных институтов, но общее значение графства оставалось почти неизменным.